# Hemigraphis urens
Hemigraphis urens är en akantusväxtart som först beskrevs av Albrecht Wilhelm Roth, och fick sitt nu gällande namn av John Richard Ironside Wood. Hemigraphis urens ingår i släktet Hemigraphis och familjen akantusväxter. Inga underarter finns listade i Catalogue of Life.